# Польська селянська партія
Польська селянська партія (пол. Polskie Stronnictwo Ludowe, скорочено PSL) — центристська політична партія, утворена 5 травня 1990 року.
Політична програма PSL заснована на доктрині аграризму. Партія виступає за державний інтервенціоналізм в економіці (особливо в області сільського господарства) і зниження темпу приватизації. Партія підтримувала вступ Польщі до Євросоюзу тільки на вигідних умовах.
ПСП виступає проти введення лінійного оподаткування, відновлення смертної кари, легалізації евтаназії і абортів, реєстрації гомосексуальних шлюбів, введення професійної армії шляхом негайного скасування призову, легалізації легких наркотиків та відділення церкви від держави. Не підтримує ліквідації повітів. Виступила з пропозицією розпуску Сенату і введення Палати самоврядування.
Виступає за негайне виведення польських військ з Іраку, безкоштовну освіту та охорону здоров'я, публічний доступ до архівів ПНР.
На виборах 2007 року PSL набрала 1,4 млн голосів (або 8,9 %) і отримала 31 місце в Сеймі. Увійшла до правлячої коаліції з Громадянською платформою.
На виборах 2011 року партія набрала 8,36 % голосів виборців (28 місць у Сеймі) і отримала 2 місця в Сенаті.
5 серпня 2023 року, PSL та Польща 2050 оголосили, що вони разом підуть на наступні парламентські вибори в складі коаліції Третій шлях.